# Großsteingräber bei Möllendorf
Die Großsteingräber bei Möllendorf waren zwei mögliche megalithische Grabanlagen der jungsteinzeitlichen Tiefstichkeramikkultur bei Möllendorf, einem Ortsteil der Gemeinde Goldbeck im Landkreis Stendal, Sachsen-Anhalt. Beide wurden wohl spätestens im 19. Jahrhundert zerstört. Beschreibungen zu den Anlagen liegen nicht vor, ihre mögliche Existenz ist nur durch die Bezeichnungen „der lange Stein“ und „kurze Stein“ auf einem historischen Messtischblatt belegt.